# Emilia Ortiz

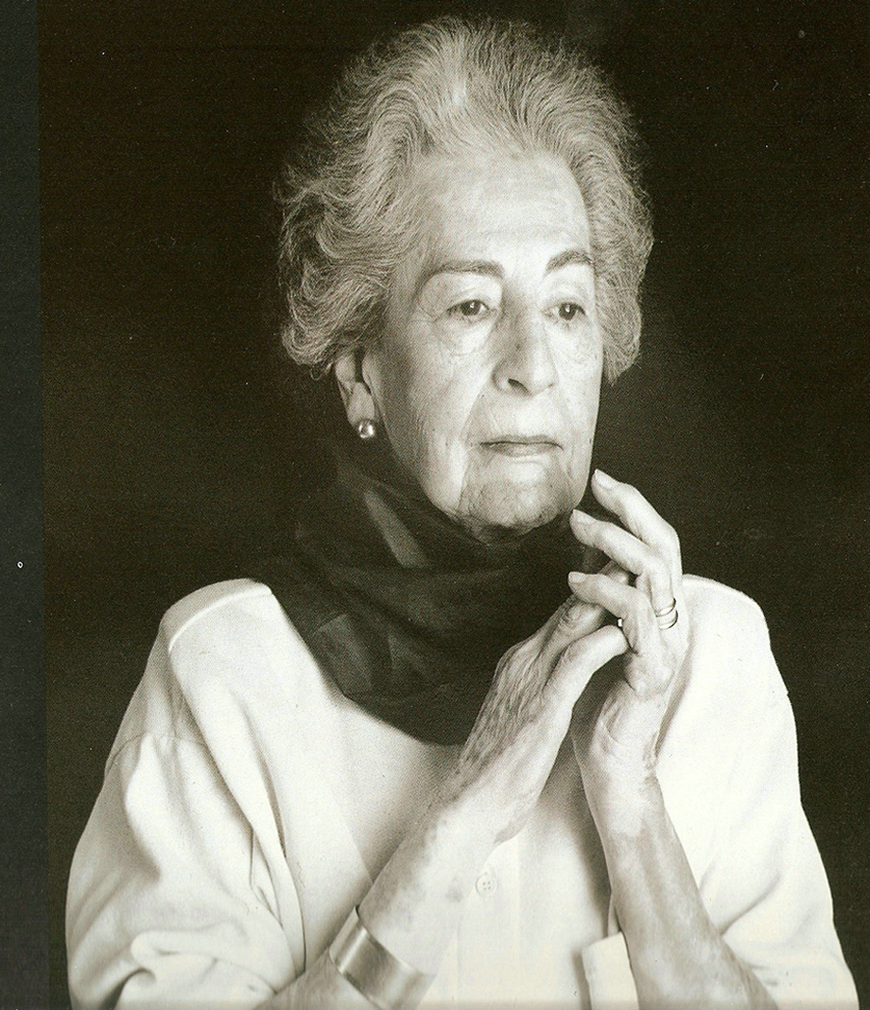
Emilia Ortiz.

Emilia Ortiz Pérez (Tepic, 10 de febrero de 1917-24 de noviembre de 2012) fue una pintora mexicana, diestra en el trazo desde su obra temprana. Su padre Abraham D. Ortiz había arribado a Tepic originario de Oaxaca, casó con Elvira Pérez dedicándose al comercio de mercería y ferretería, formando así una familia muy conocida en la sociedad nayarita, que se movía en medio de un inquieto grupo, interesado en afanes culturales.
Y en ese ambiente transcurre la infancia de Emilia y sus hermanos, ya que el matrimonio Ortiz Pérez tuvo seis hijos uno de ellos varón que falleciera trágicamente ahogado en el mar de San Blas, suceso trágico que afectaría por siempre a la familia. Las cinco muchachas, con gustos afines entre sí, departían sin embargo en alegres convivencias con amigos comunes, bajo la complaciente mirada de sus padres en espectáculos, tertulias literarias, conciertos, puestas de teatro, en fin una atmósfera intelectual.
En ese ambiente Emilia desde pequeña muestra su gran destreza para el dibujo, afición a la música y a la literatura, por lo que en sus vacaciones disfrutadas en Guadalajara recibe clases particulares con el maestro José Vizcarra quien le juzga observadora nata con gran proclividad por los mundos mágicos, sensibilidad que aflorará posteriormente con sus hermosa pinturas de coras y huicholes,así como en su profusa colección de caricaturas realizadas a sus conocidos. 

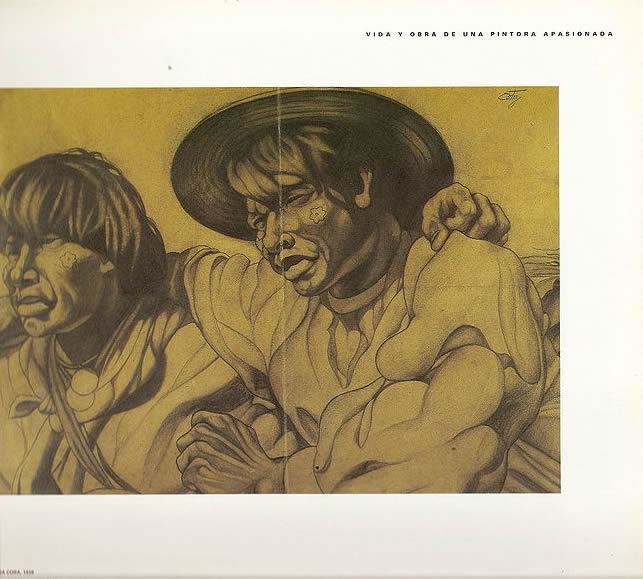
Pareja de coras.

Con tal vocación evidenciada, su padre le brinda facilidades para desarrollar su preferencia y de alguna manera logra colocar en la primera plana de El Nacional Diario Popular de México, 2a sección el 24 de febrero de 1933 cinco de sus caricaturas, mostrando una sutil ironía.
Alterna no obstante sus estudios y consigue terminar una carrera comercial, y con la intensidad de la juventud, logra ser elegida reina del Carnaval a la vez que incursiona en el teatro experimental.
Poco después, con un abundante bagaje de pinturas de coras y huicholes, de su autoría y de su hermana Estela, con el apoyo de su tío Juan de Dios Bátiz consiguen exponerlas en el Salón Verde del Palacio de Bellas Artes en la Ciudad de México, habiendo obtenido elogiosas críticas de la prensa capitalina.
En el ínter, aprovechando su estancia acuden ambas a los cursos del escultor Luis Ortiz Monasterio en la Escuela Nacional de Bellas Artes y seguidamente en la Academia de San Carlos al lado de profesores de la talla de Manuel Rodríguez Lozano quien las relaciona con el grupo de intelectuales más sobresalientes y controvertidos de la capital, al tiempo que influye en ella la técnica del óleo que le convirtió en una excelente pintora por sus obras excepcionales de exquisita expresión de sus sentidos y fiel a las señales de la realidad de su estado que le vio nacer.
En marzo de 2009 le es otorgado al grado de doctor honoris causa por la Universidad Autónoma de Nayarit a lo que Emilia agradece diciendo “Amigos que hoy me acompañan, me siento verdaderamente agradecida, lágrimas en mis ojos, muchas canas en mi cabeza y poca memoria, pero cómo los quiero, y gracias al rector por todos estos honores y esta alegría que me han concedido, muchas, muchas gracias amigos míos”.
Vivió hasta su muerte al lado de su esposo Aurelio Gutiérrez Ibarra con quien procreó a Elvira, Gabriela y Luisa Fernanda y dirigió también el museo instituido en su nombre.
Fallece la mañana del sábado 24 de noviembre